# هام هايت
هام هايت (بالإنجليزية: Ham Hyatt)‏ هو لاعب كرة قاعدة أمريكي، ولد في 1 نوفمبر 1884 في مقاطعة بونكوم في الولايات المتحدة، وتوفي في 11 سبتمبر 1963 في ليبرتي ليك في الولايات المتحدة.

## وصلات خارجية
- هام هايت على موقع دوري كرة القاعدة الرئيسي (الإنجليزية)
- هام هايت على موقعبيزبول رفرنس.كوم (الدوري الرئيسي) (الإنجليزية)
- هام هايت على موقعبيزبول رفرنس.كوم (الدوري الثانوي) (الإنجليزية)
- هام هايت على موقع إي إس بي إن.كوم (أم.أل.بي) (الإنجليزية)
- هام هايت على موقع مشجعي الرسوم البيانية (الإنجليزية)